# 44 до н. е.

## Події
- 20 березня — Під час урочистих похоронів Гая Юлія Цезаря римський консул Марк Антоній оголосив заповіт імператора — своїм спадкоємцем він оголосив усиновленого внучатого небожа Гая Октавія
- 9 травня — Гай Октавій, внучатий племінник Цезаря, повернувся до Риму щоб виконати останню волю вбитого — Октавій, взявши ім'я Гай Юлій Цезар Октавіан
- 2 вересня — Римський політик і оратор Марк Тулій Цицерон виголосив першу із своїх 14 політичних промов-філіпік, направлених проти Марка Антонія, друга і найближчого помічника нещодавно убитого Гая Юлія Цезаря. Сподіваючись на відновлення республіки, Цицерон виступив на боці сенату у його протистоянні з Антонієм і поплатився за це — після укладення тріумвірату між Антонієм, Октавіаном і Лепідом, Цицерон був занесений у проскрипційні списки (списки людей, що підлягали знищенню) і в грудні наступного року був убитий за наказом Марка Антонія
- Громадянська війна в Стародавньому Римі (44—42 до н. е.)
- Есе Цицерона «Катон Старший, або Про старість»
- філософський твір Цицерона «Про обов'язки»
- серія з 14 промов Філіппіки (Цицерон)
- спостерігалася C/-43 K1 (комета Цезаря)

## Померли
- 15 березня — Гай Юлій Цезар, давньоримський політичний, державний та військовий діяч, диктатор Риму (нар. 100 до н. е.)
- Беребіста — цар Дакії в 70 до н. е. — 44 до н. е.
- Луцій Каніній Галл — політичний діяч Римської республіки, народний трибун.
- Птолемей XIV — цар Єгипту у 47 до н. е.—44 до н. е. роках.
- Публій Сервілій Ватія Ісаврік — політичний та військовий діяч Римської республіки.